# Погаринская
Погаринская — деревня в Коношском районе Архангельской области. Входит в состав Тавреньгского сельского поселения.

## География
Находится в юго-западной части Архангельской области на расстоянии приблизительно 40 км на восток-юго-восток по прямой от административного центра района поселка Коноша на левобережье речки Тавреньга.

## История
В 1859 году здесь (деревня Вельского уезда Вологодской губернии) было учтено 6 дворов.

## Население
Численность населения: 48 человек (1859 год), 53 (русские 94 %) в 2002 году, 42 в 2010.